# Rådhusparken, Umeå

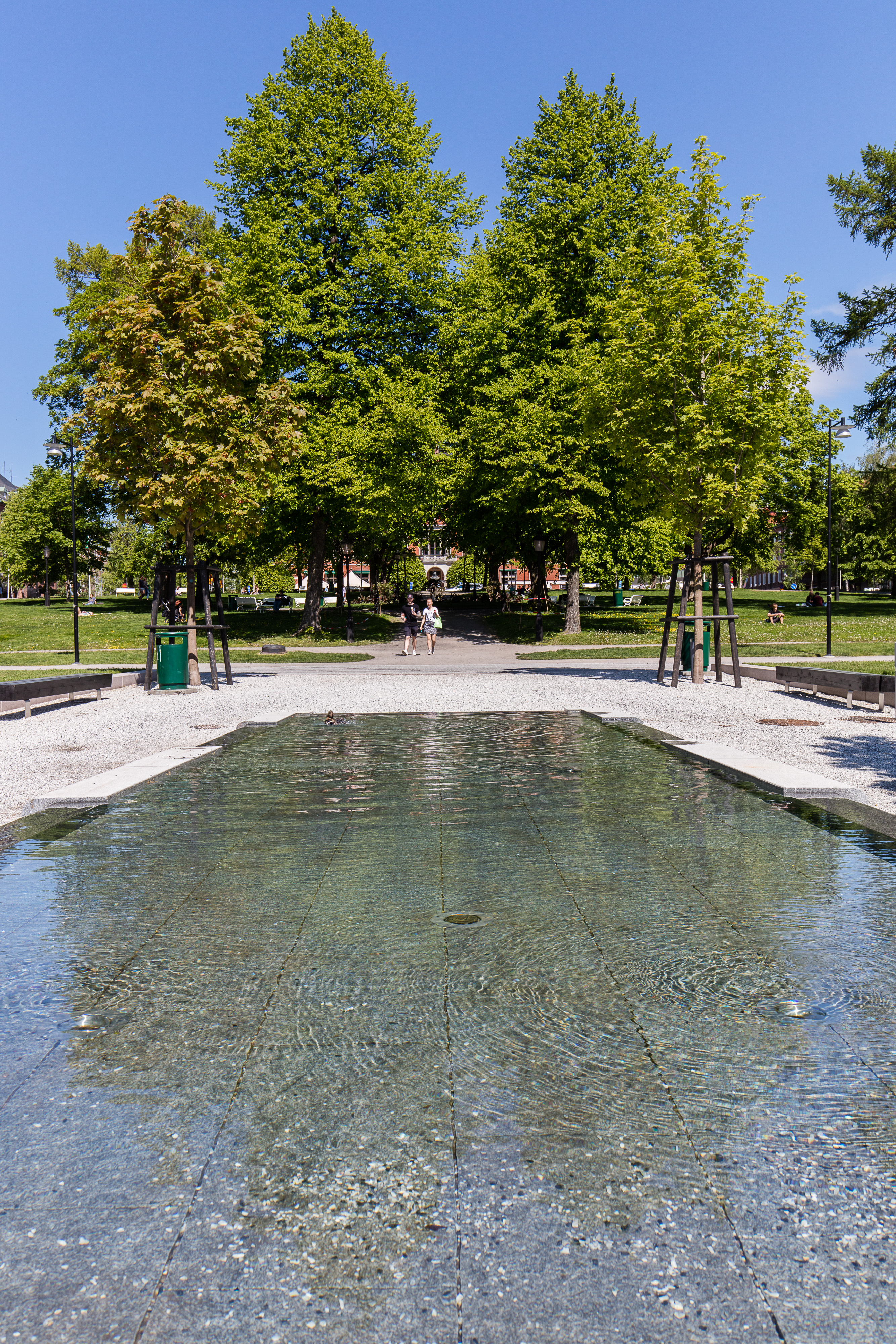
Vattenspegel vid Rådhusparken 2014.

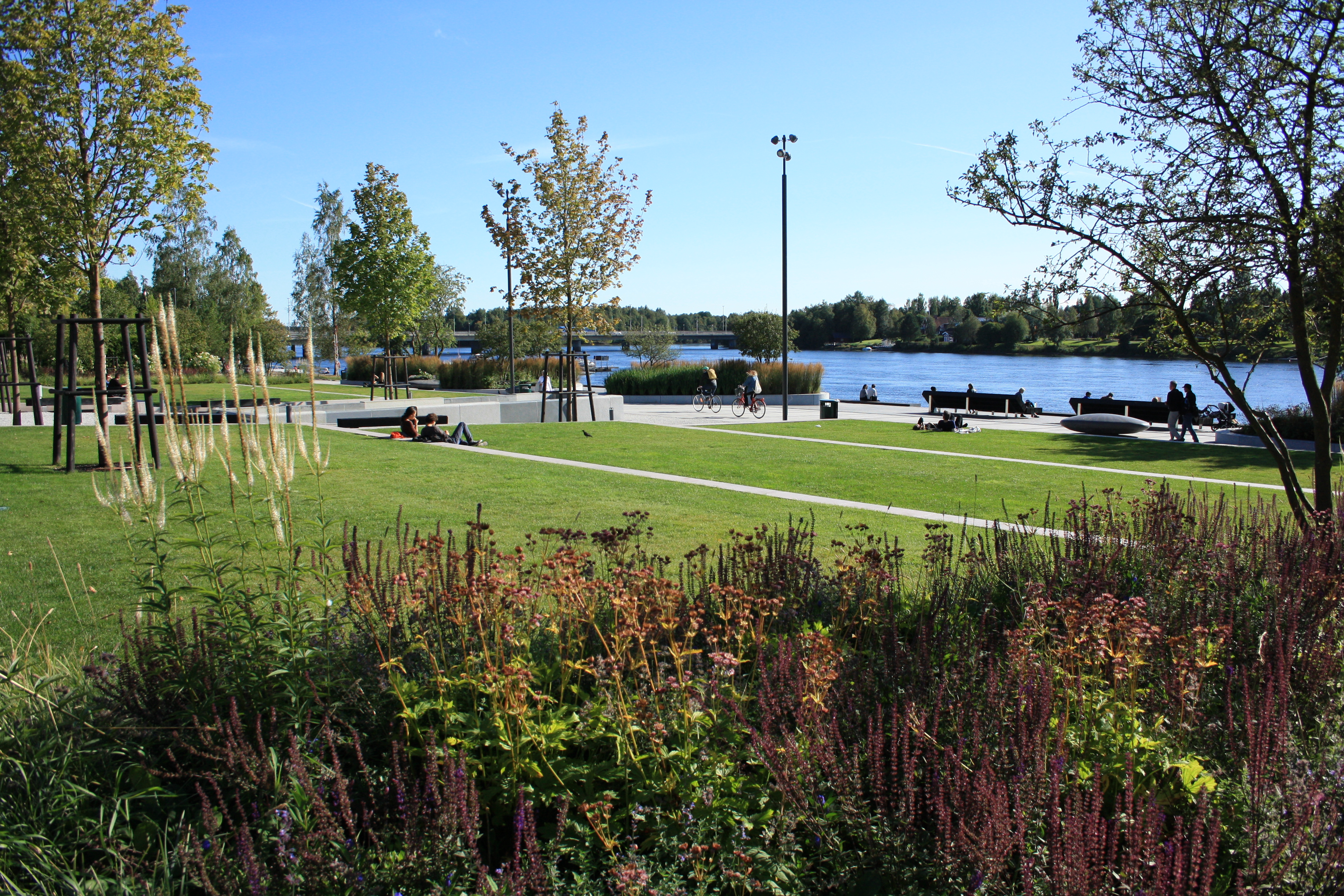
Rådhusparken mot älven 2015.

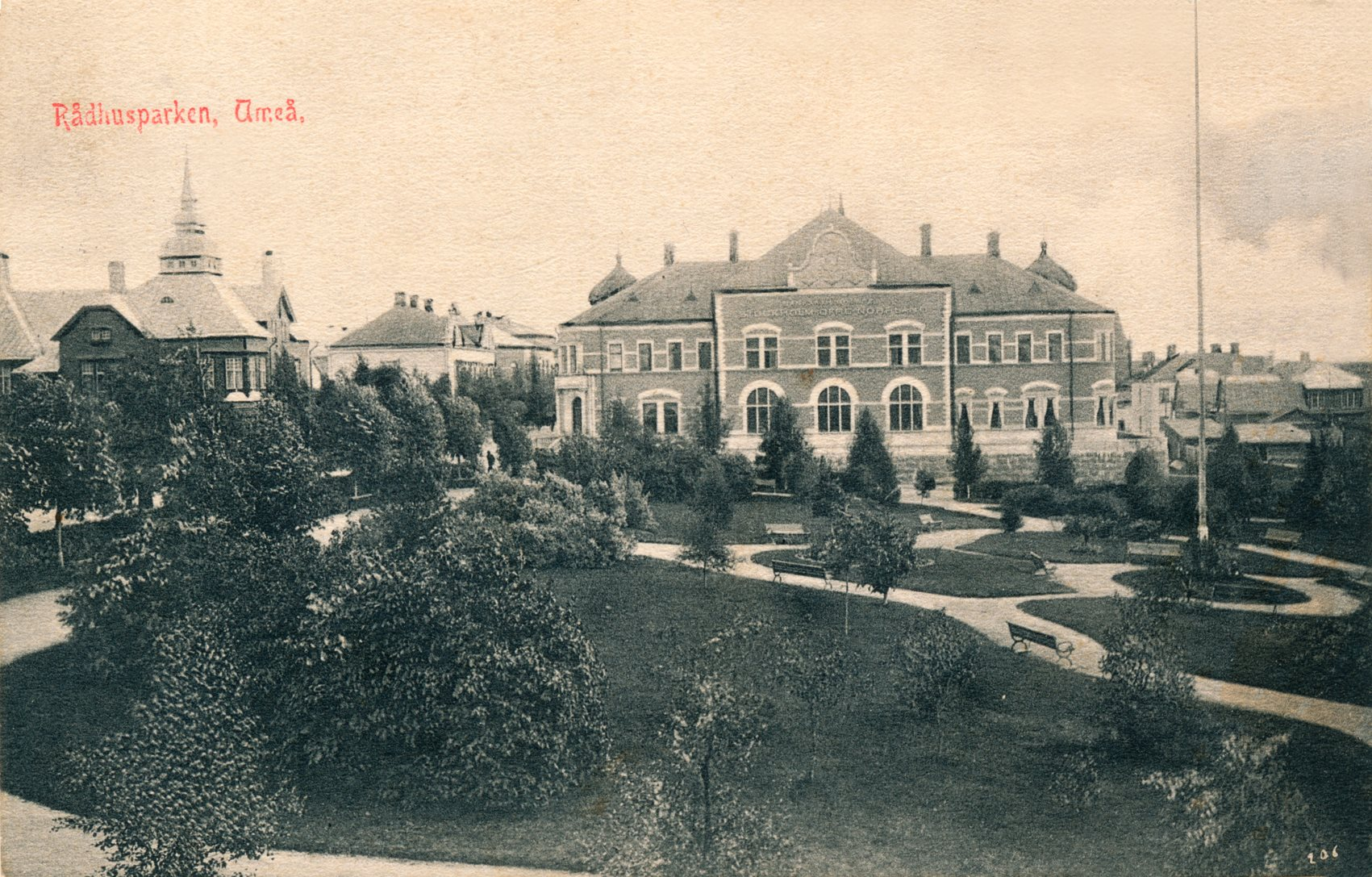
Vykort av Rådhusparken, med Handelsbanken i bakgrunden, poststämplat 1912.

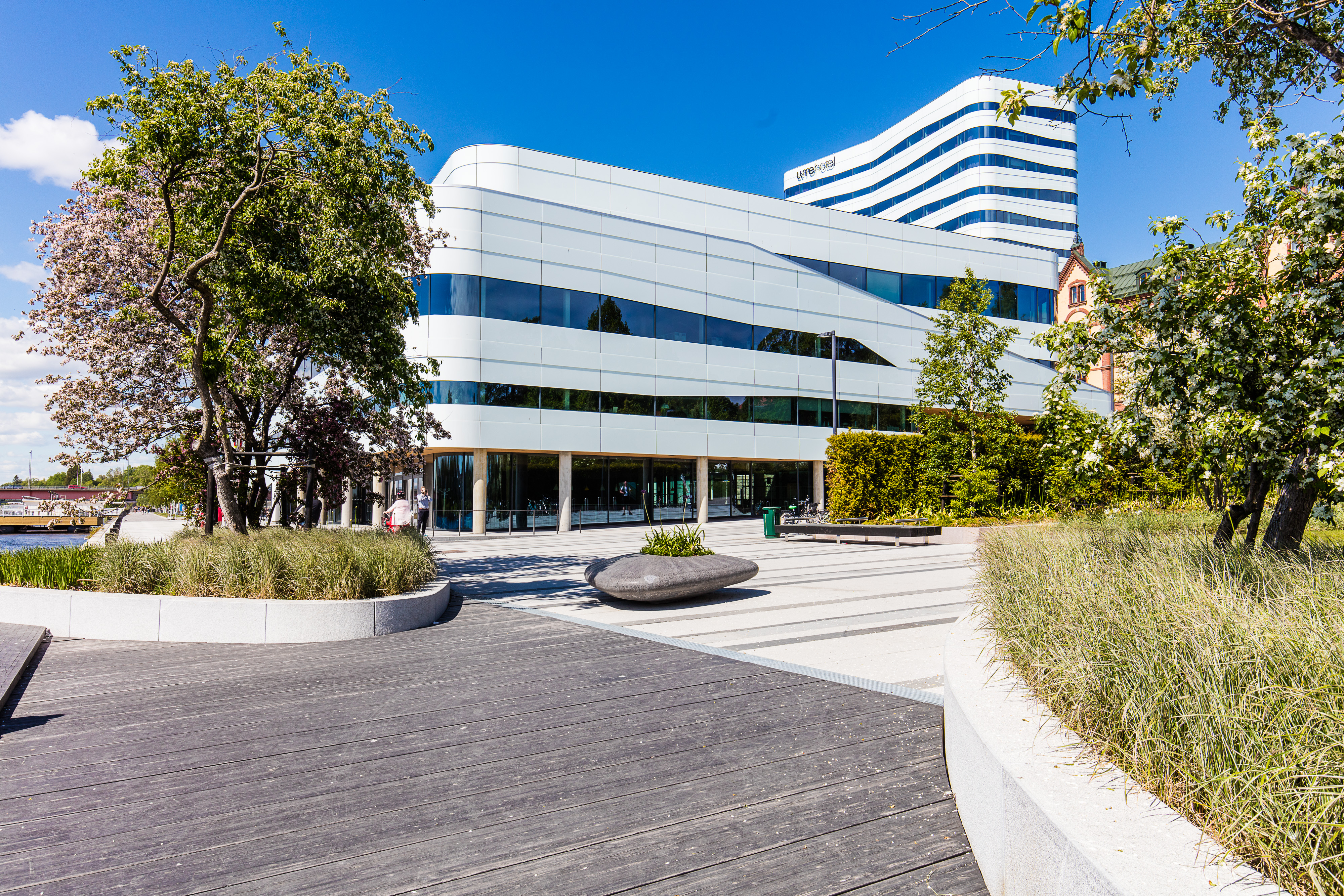
Rådhusparken vid Väven.

Rådhusparken är en park i centrala Umeå, belägen i södersluttningen mot Umeälven, mellan rådhuset vid Storgatan i norr och Västra Strandgatan i söder, Handelsbanken i öster och Stora hotellet/kulturhuset Väven i väster. 
Parken har symmetriskt utplacerade grusgångar och fritt placerade träd, bland annat skogslönn, hästkastanj, skogslind, sibirisk lärk, hägg, poppel, ask, vårtbjörk och glasbjörk. I parkens mitt finns en fontän, ursprungligen byggd 1920.
Sommartid är parken en plats för solbadare, glassätare och picknicklunchande, vintertid brukar träden dekoreras med ljusinstallationer – och sluttningen blir varje nyårsafton en bra utsiktsplats för stadens fyrverkerier.

## Historia
Ursprungligen fanns planer på att dra två korsande appareljer (uppfartsramper) genom området, för att underlätta transporter från hamnen uppför den branta älvbrinken mot Storgatan. Efter beslutet 1896 att uppfarterna istället skulle ske via sidogatorna – Västra och Östra Rådhusgatan – blev det utrymme för att anlägga parkgångar, gräsmattor och symmetriskt arrangerade planteringar.

## Årstidernas park
Nedanför Rådhusparken mot älven låg åren 1987–2011 parken Trädgård i norr, som revs inför bygget av kulturhuset Väven, invigt 2014. Åren 2014–2016 utvidgades parken i etapper längs älven, med bland annat en fontän, trädäck och sittplatser, planteringar och skulpturer . Det utvidgade parkområdet har fått namnet Årstidernas park.

## Fler bilder

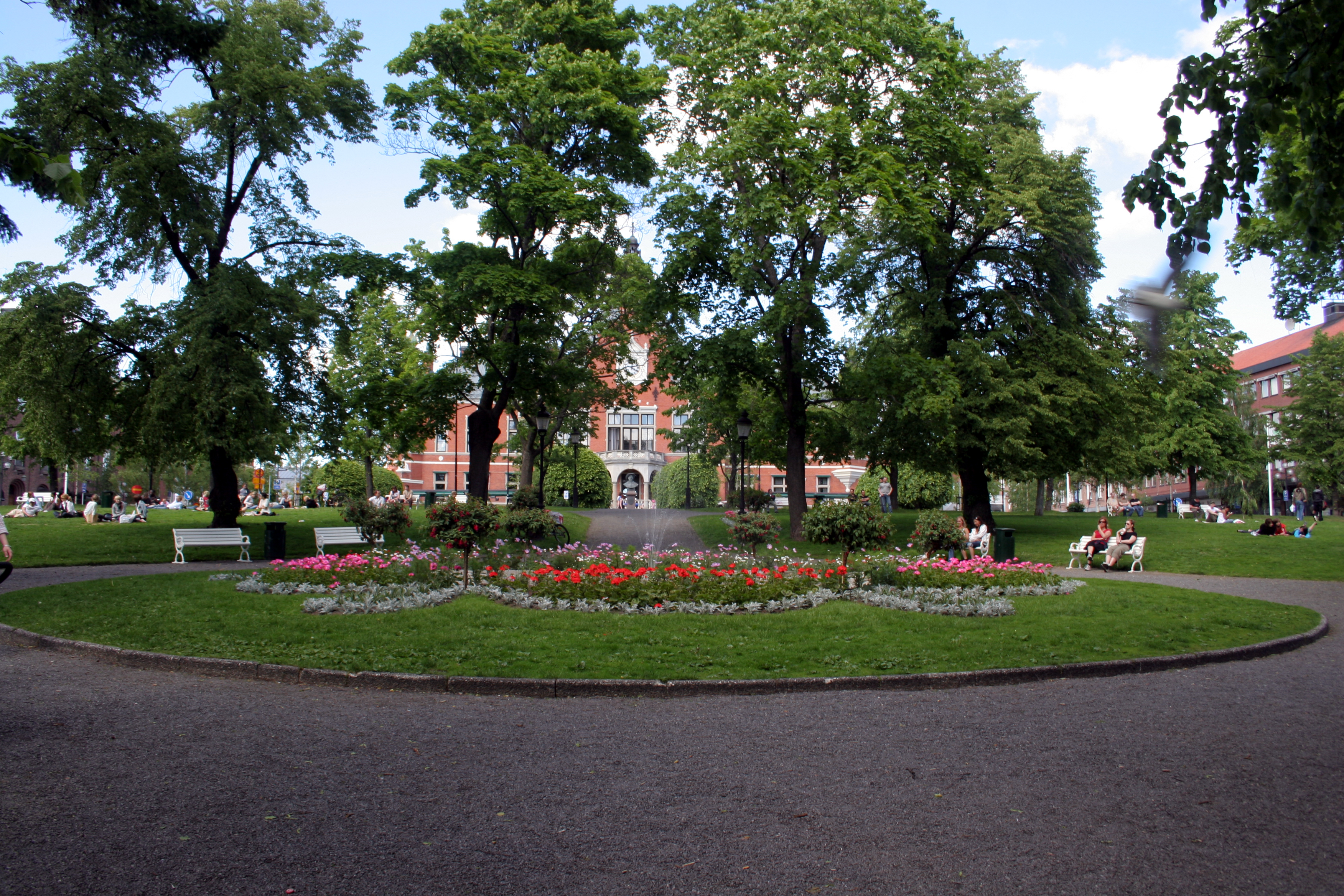
Rådhusparken mot Rådhuset 2005.
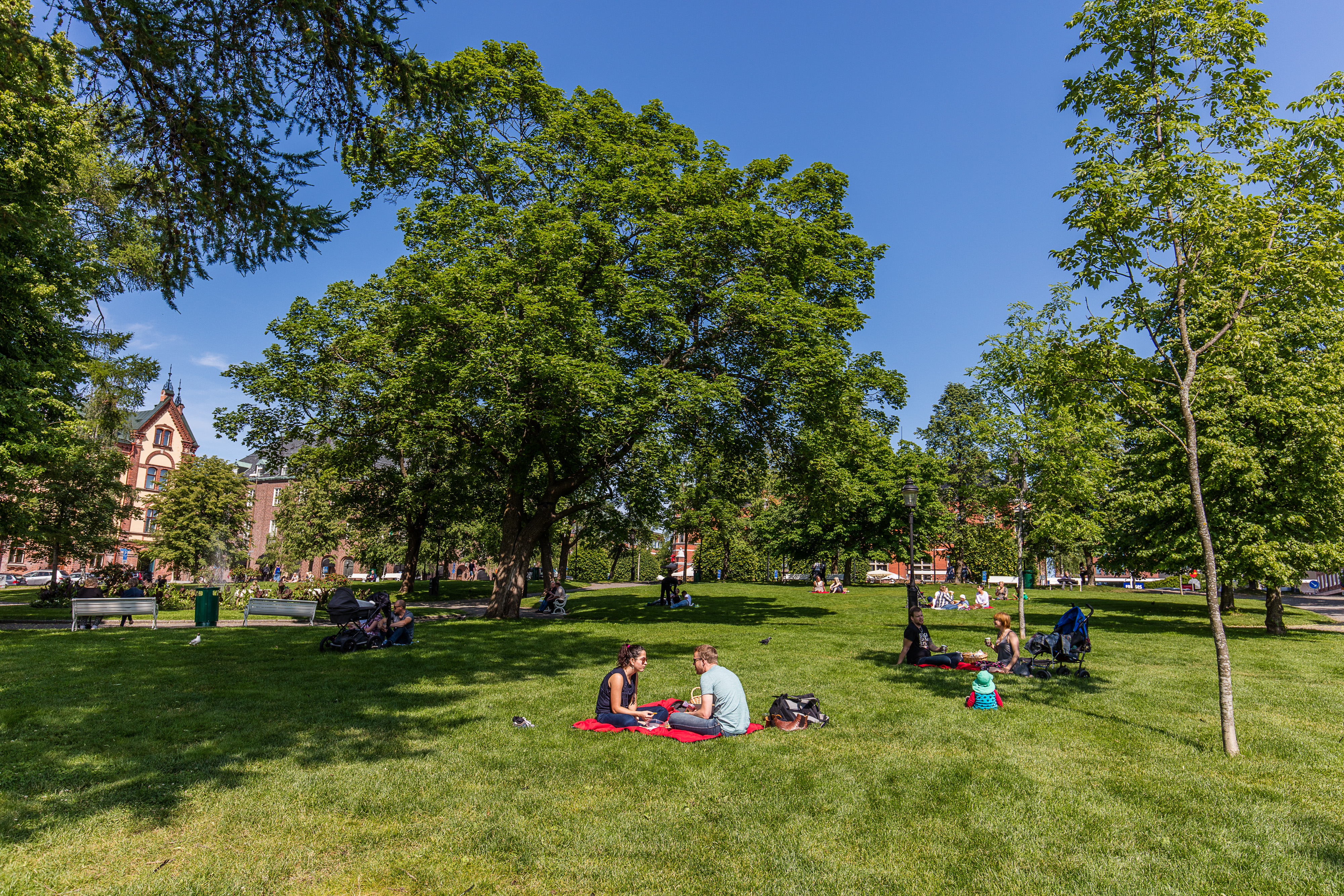
Picknick i Rådhusparken.
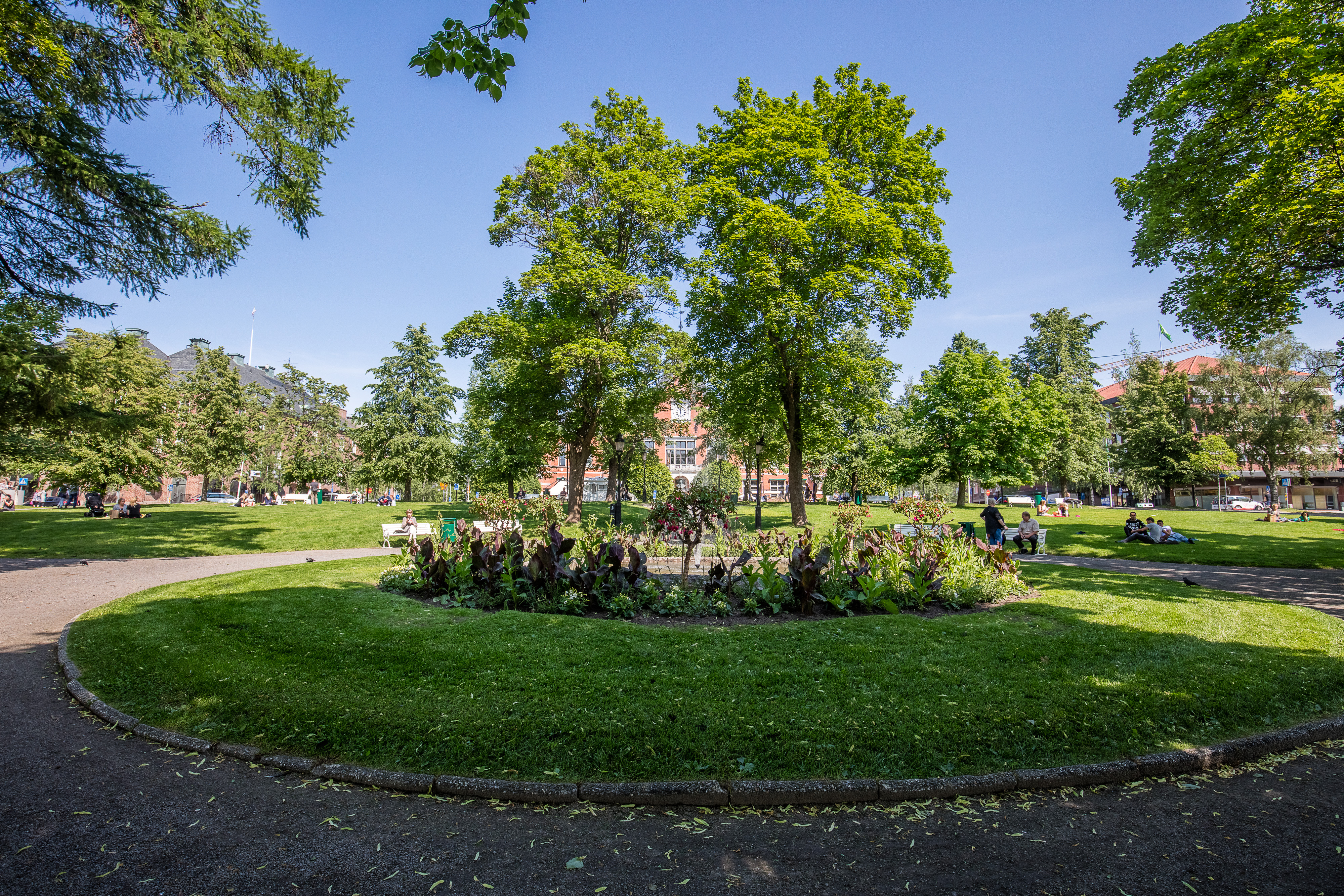
Rådhusparken.